# Muziekcentrum De Toonzaal
Muziekcentrum De Toonzaal (vanaf 2017: Willem Twee Concertzaal) is een concertzaal voor kamermuziek. Het muziekcentrum is gevestigd in 's-Hertogenbosch in de voormalige Synagoge van 's-Hertogenbosch uit 1823. De programmering kent voornamelijk kamermuziek zoals: klassieke muziek, jazz, elektronische klanken en hedendaagse klassieke muziek.
De synagoge is gebouwd in 1823 als vrijstaand complex in opdracht van de joodse gemeente van 's-Hertogenbosch. Voor de Tweede Wereldoorlog zijn er voor de gevel van de synagoge een rij huizen gebouwd, die het zicht ervan onttrokken. Ruim veertig jaar na de oorlog zijn deze huizen gesloopt om het pand weer in oude staat te herstellen. Vanaf de Tweede Wereldoorlog tot de jaren zeventig werd de synagoge steeds minder gebruikt.

## CBK Toonzaalprijs
Elk jaar  reikt Muziekcentrum De Toonzaal in samenwerking met Centrum Beeldende Kunst (CBK) een CBK Toonzaalprijs uit. De eerste editie werd in 2010 uitgereikt aan Laura Hoek.